# كود جراك
كود جراك (Grepcode) هو محرك بحث يسمح للمبرمجين بالبحث وتصفح الأكواد المصدرية مفتوحة المصدر للغة الجافا. يمكن للمستخدمين البحث عن الأكواد لمختلف المشاريع الواردة في مركز مستودع Maven، مستودع JBoss، و مستودع Eclipse OSGi.

## روابط خارجية
- صفحة الموقع